# Samsung Galaxy S II Plus
De Samsung Galaxy S II Plus i9105 (kortweg Samsung Galaxy S II Plus genoemd) is de opvolger van de Samsung Galaxy S II. De telefoon werd in februari 2013 officieel aangekondigd. Met de S II Plus wordt standaard het besturingssysteem Android 4.2.2 meegeleverd. De telefoon is verkrijgbaar in de kleuren wit en donkerblauw.
De camera beschikt net als de Galaxy S II over een 8 megapixelcamera en een camera van 2 megapixel aan de voorkant. De S II Plus beschikt over een Super Amoled Plus-scherm van 4,3 inch bedekt met Gorilla Glass, waardoor het scherm kras- en valbestendiger is. De S II Plus beschikt over bluetooth 3.0 en een batterij met een capaciteit van 1650 mAh. De telefoon heeft 8 GB intern geheugen, waarvan 4 GB wordt gebruikt voor het besturingssysteem. De Galaxy S II Plus bevat een dualcore-processor met een kloksnelheid van 1,2 GHz.
Er is ook een versie van het toestel waarbij NFC aanwezig is, dat het modelnummer i9105P draagt.